# Sturmia unguicularis
Sturmia unguicularis là một loài ruồi trong họ Tachinidae.